# James Stephens (écrivain)
Pour les articles homonymes, voir James Stephens.
James Stephens est un écrivain irlandais, né à Dublin le 9 février 1882 et mort à Londres le 26 décembre 1950.

## Aperçu biographique
Ami intime de George William Russell qui l'encourage à écrire et facilite la publication de son premier livre de poèmes Insurrections (1909). Collaborateur du journal nationaliste Sinn Féin, cofondateur de Ilrish Review qui publie son premier roman en 1911 (The Charwoman's Daughter). En 1912 parait Le Pot d'or, qui reste son œuvre la plus célèbre, suivi, en 1914, de The Demi-Gods. Il publie aussi plusieurs recueils de nouvelles (Here Are Ladies, 1913 ; Etched in Moonlight, 1928), des poèmes et, avec Deirdre (1923), donne après Georg Russel, Yeats, Synge, Lady Grégory, etc., sa version romanesque de l'une des plus célèbres légendes celtiques. De 1937 à 1950, il collabore régulièrement à la BBC. James Joyce a affirmé que, s'il ne parvenait pas à terminer Finnegans Wake, seul James Stephens pourrait prendre sa relève.

## Œuvres traduites en français
Romans
- Mary Semblant, Paris, Éditions Rieder, coll. « Les Prosateurs étrangers modernes », 1927, 268 p. (The Charwoman’s Daughter, 1912)
- Le Pot d'Or [ou Le Chaudron d'Or] (trad. de l'anglais), Rennes, Terre de Brume, coll. « Bibliothèque irlandaise », 1997, 168 p. (ISBN 2-908021-93-5) (The Crock of Gold, 1912)
- Deirdre (trad. de l'anglais), Rennes, Terre de Brume, coll. « Bibliothèque irlandaise », 2001, 176 p. (ISBN 2-84362-120-8) (Deirdre, 1923)

Nouvelles
- « Les Chevaux » dans Plein Chant n° 10, 1982 (« The Horses » in Here Are Ladies, 1913)
- « Désir » dans 32 nouvelles irlandaises choisies et préfacées par David Marcus, traduites sous la direction de Jacqueline Genet et Élisabeth Hellegouarc’h, Presses universitaires de Caen, 1992 (« Desire » in Etched in Moonlight, 1928)

Poèmes
- Poèmes dans Jean-Yves Masson (éd.) (trad. de l'anglais), Anthologie de la poésie irlandaise du XXe siècle, Paris, Verdier, 1996, 781 p. (ISBN 2-86432-228-5)

## Citations
- « Après le bien, c'est donc le mal qui est le facteur le plus précieux de l'existence. Par leur action réciproque tout devient possible. » (Mary Semblant, p.265)
- « la tête ne peut comprendre ce que le cœur n'a pas déjà écouté. Mais ce que le cœur sait aujourd'hui, la tête le comprendra demain. » (Le Pot d'Or, p.92)
- « Être fort et se suffire, c'est en cela que consiste le bonheur. Mais aussi longtemps qu'un désir reste au cœur, nulle félicité n'est complète. Car désirer, c'est être inachevé; c'est porter la livrée d'une servitude, l'insigne du mauvais sort et, pour briser les pires fers qui se puissent forger, il faut se libérer du désir. » (Deirdre, p.99)